# Kyo Ra
Kyo Ra (* 23. April 2001 in Warwickshire, England; eigentlich Vanesu Danai Palesa Shoniwa-Samunyai) ist eine britische Schauspielerin.

## Leben
Kyo Ra wurde am 23. April 2001 in der englischen Grafschaft Warwickshire als Tochter simbabwischer Eltern geboren. Sie wurde ab 2022 einem breiten Publikum durch ihre Rolle der Rose Walker im Netflix Original Sandman bekannt.

## Filmografie (Auswahl)
- 2022–2025: Sandman (The Sandman, Fernsehserie)